# Elke Werner
Elke Werner (* 1956 in Duisburg als Elke Brands) ist eine deutsche evangelikale Theologin, Lehrerin und Schriftstellerin.

## Leben
Elke Brands studierte Evangelische Theologie und Kunst im Lehramtsstudium. Sie ist Mitgründerin und war von April 2011 bis Juli 2017 Gesamtleiterin des Christus-Treffs in Marburg. Außerdem arbeitet sie als Autorin und Referentin. Der Schwerpunkt ihrer Tätigkeit liegt im Bereich von Vorträgen und der Förderung von Frauen vor allem in Deutschland und anderen europäischen Ländern.
Elke Werner war von 2005 bis 2007 stellvertretende Direktorin für Westeuropa des internationalen Lausanner Komitees für Weltevangelisation. Seit 2006 ist sie Senior Associate for Women in der internationalen Lausanner Bewegung. Im Rahmen dieser Arbeit gründete sie 2007 das Netzwerk „WINGS“ – „Women’s International Network in God’s Service“. Beim Lausanner Kongress in Kapstadt im Oktober 2010 hielt sie vor den über 4.000 Delegierten ein Referat, in dem sie für gleiche Möglichkeiten von Frauen und Männern in Leitungspositionen in der Kirche plädiert. Seit 2021 ist sie Vorsitzende des 1992 gegründeten Netzwerks „Hope for Europe – Women in Leadership“, deren Initiativen 2016 der Europäischen Evangelischen Allianz als Netzwerke zugeordnet wurden.
Sie ist Mitglied im Evangelisationsteam von ProChrist und seit 2008 Mitglied im Präsidium von World Vision Deutschland. Weiterhin engagiert sie sich im Marburger Zinzendorf-Institut.

## Privates
Seit 1983 ist sie mit dem Sprachwissenschaftler und Theologen Roland Werner verheiratet.

## Veröffentlichungen
- Theater für Jesus: Pantomime und Theater in der Verkündigung (mit Roland Werner), Aussaat-Verlag, Neukirchen-Vluyn 1988, ISBN 978-3-7615-2877-8.
- Sprich lauter, Herr! Predigten für junge Leute (mit Roland Werner), Aussaat, Neukirchen-Vluyn 1993/2002, ISBN 978-3-7615-3477-9.
- Der Gebetsgarten. Das Vaterunser erleben (mit Gideon Rath), Aussaat, Neukirchen-Vluyn 1997/2002, ISBN 978-3-7615-4938-4.
- Frauen verändern diese Welt. Wie Frauen heute Gottes Auftrag umsetzen, Brunnen Verlag, Gießen 5. Auflage 2005, ISBN 978-3-76553836-0.
- Du bist der Gott, der mich sieht. Als Frau das eigene Leben gestalten, SCM R. Brockhaus, Witten, 3. Auflage 2006, ISBN 978-3-41720615-9.
- Unterwegs und doch zu Hause, Hänssler Verlag, Holzgerlingen 2002, ISBN 978-3-7751-3923-6.
- Überall bin ich zu Hause, Hänssler Verlag, Holzgerlingen 2004, ISBN 978-3-7751-4148-2.
- Mut für morgen … gegen Angst und Sorgen, Johannis-Verlag, Lahr 2005, 2. Auflage, ISBN 978-3-50107182-3.
- Das kleine Buch zum Geburtstag, Brunnen Verlag 2007, ISBN 978-3-76551957-4.
- Stille – Dem begegnen, der alle Sehnsucht stillt, SCM R.Brockhaus, Witten 2. Aufl. 2009, ISBN 978-3-417-26296-4.
- Ich glaube – hilf meinem Unglauben! Das Buch zur Jahreslosung 2020, SCM Hänssler, Holzgerlingen 2019, ISBN 978-3-7751-5978-4.
- Wir glauben – hilf unserem Unglauben! Gemeinsam die Jahreslosung vertiefen, SCM R.Brockhaus, Witten 2019, ISBN 978-3-417-26890-4.
- Gebete vor der Operation. Vertrauensvolle Schritte gehen, Kawohl, Wesel 2019, ISBN 978-3-86338-482-1.